# Atelerix
Atelerix is een geslacht van zoogdieren uit de familie van de egels (Erinaceidae). De wetenschappelijke naam van het geslacht werd in 1848 gepubliceerd door Auguste Pomel.

## Soorten
Er worden vier soorten in dit geslacht geplaatst:
- Atelerix albiventris (Wagner, 1841) – Witbuikegel
- Atelerix algirus (Lereboullet, 1842) – Trekegel
- Atelerix frontalis A. Smith, 1831 – Zuid-Afrikaanse egel
- Atelerix sclateri Anderson, 1895 – Somalische egel